# Renault Latitude
Renault Latitude – samochód osobowy klasy średniej produkowany pod francuską marką Renault w latach 2010–2015. 

## Historia i opis modelu

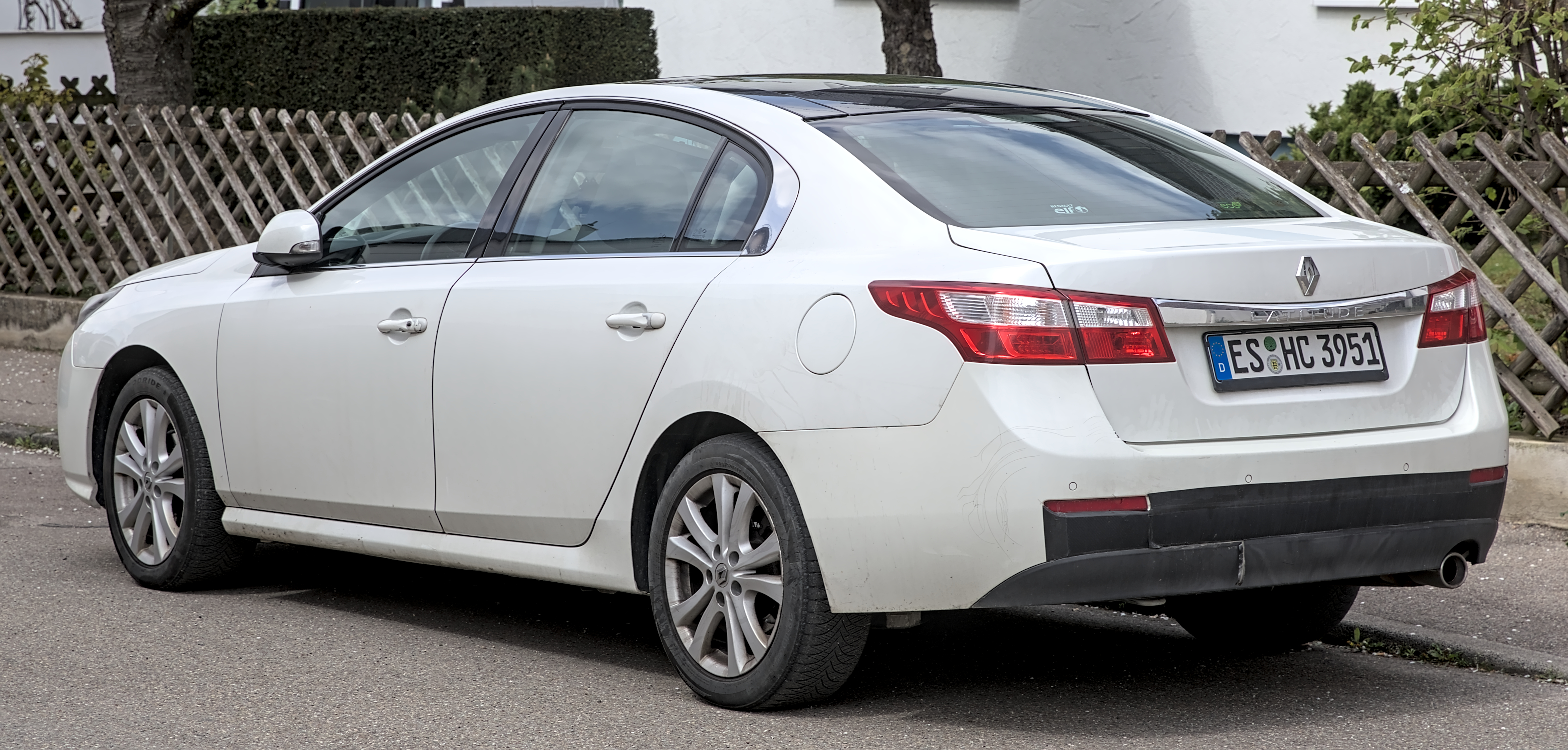
Renault Latitude – tył

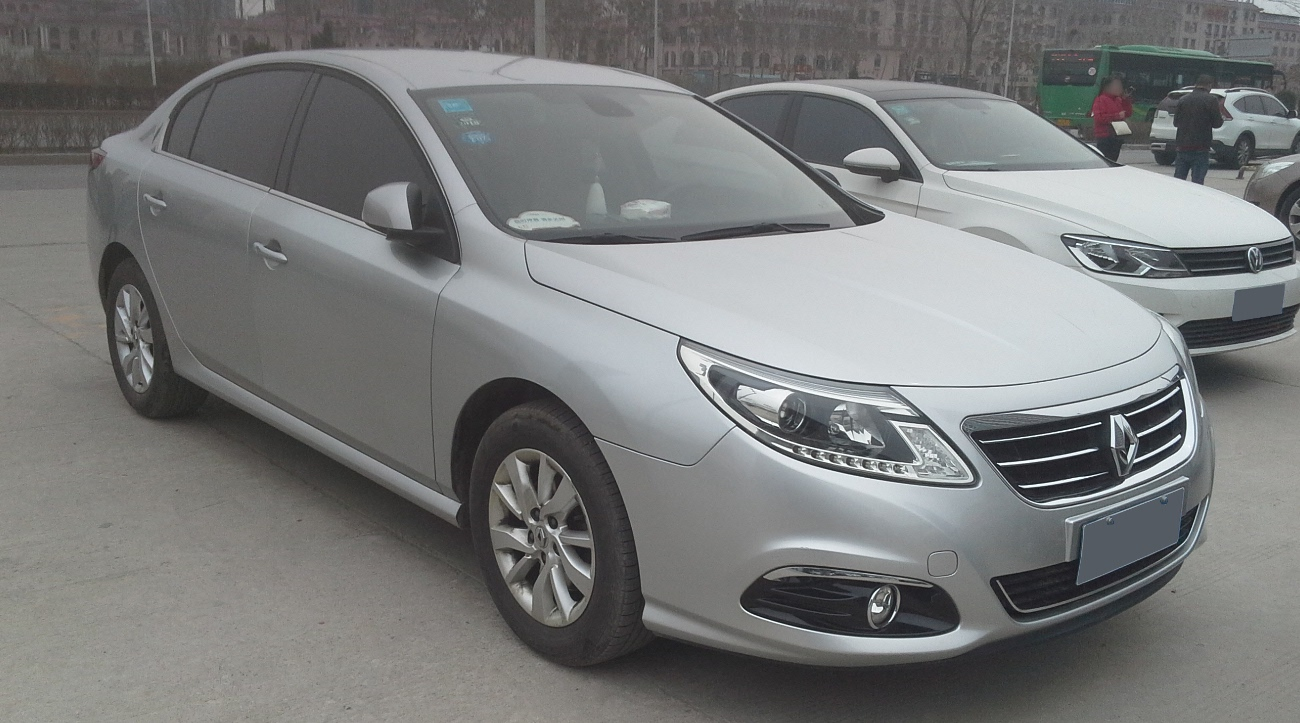
Renault Latitude po liftingu (Chiny)

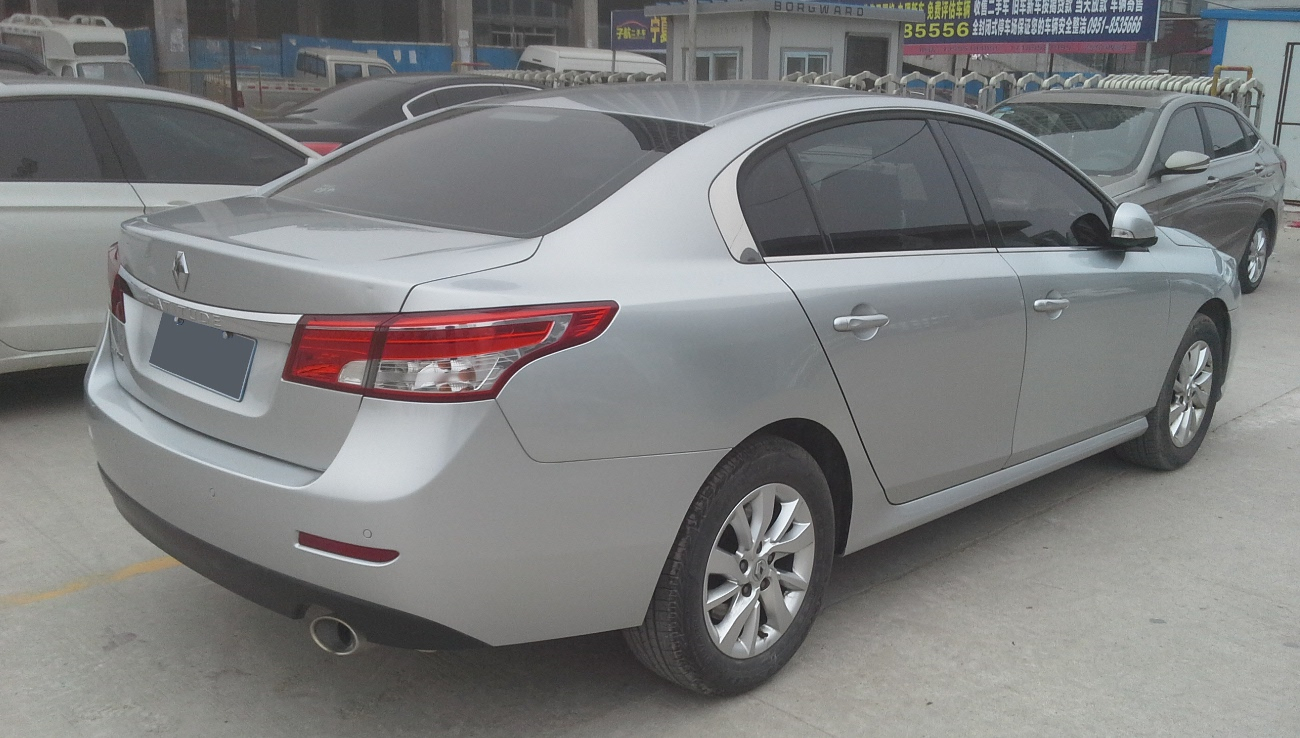
Renault Latitude - tył po liftingu (Chiny)

Latitude powstało jako europejska wersja Samsunga SM5 III generacji. Pojazd został zaprezentowany podczas Międzynarodowej Wystawy Samochodowej w Moskwie 25 sierpnia 2010 roku. 
Od Samsunga SM5 III różniło się m.in. atrapą wlotu powietrza chłodnicy i kształtem przedniego zderzaka. We wrześniu 2010 roku został pokazany na salonie samochodowym w Paryżu. Sprzedaż na rynkach Azji, Afryki i Ameryki Łacińskiej rozpoczęła się pod koniec 2010 roku, a do Europy auto trafiło na początku 2011 roku.
W Polsce samochód również zadebiutował w 2011 roku, wprowadzając go producent wykorzystał hasło reklamowe "Większego luksusu nie można sobie wymarzyć", co miało podkreślać niezwykle bogate wyposażenie samochodu, oraz silnik Diesla V6 o mocy 240 KM.
W 2013 roku auto przeszło delikatny face lifting. Zmodyfikowano reflektory, które wyposażono w pasek diod LED, zmieniono zderzak przedni i atrapę chłodnicy. Z tyłu przestylizowano delikatnie światła.
Produkcja Latitude dobiegła końca w połowie 2015 roku na rzecz następcy, którym została limuzyna klasy średniej pod nazwą Talisman, która ponadto zastąpiła także model Laguna.

### Wersje wyposażenia
- Expression (2.0 140)
- Privilege (2.0 140, 2.0 dCi 150, 2.0 dCi 175, 2.0 dCi 175aut.)
- Initiale (2.0 dCi 175aut., 3,0 dCi 240aut.)

Na wyposażeniu samochodu mogą się znaleźć m.in. fotel kierowcy z funkcją masażu, trzystrefową klimatyzację z jonizatorem powietrza oraz podwójnym rozpylaczem zapachów i systemem audio marki Bose. Auto posiada biksenonowe reflektory z funkcją doświetlania zakrętów, zespolone diodowe tylne lampy. Wyposażony jest w system hands-free. Linię auta podkreślono chromowanymi wstawkami.

### Silniki
| Model               | Pojemność | Cylindry | Moc max.        | Max. moment obrotowy      | 0–100 km/h | Prędkość max. | Spalanie (l/100km) miasto/trasa/średnio | Masa własna | Lata produkcji |
| ------------------- | --------- | -------- | --------------- | ------------------------- | ---------- | ------------- | --------------------------------------- | ----------- | -------------- |
| 2.0 16V E85         | 1997 cm³  | R4       | 103 kW (140 KM) | 195 Nm przy 3750 obr./min | 10,7 s     | 205 km/h      | 10,9/6,3/7,9                            | 1425 kg     | 2010-2015      |
| 2.5 V6 24V Aut.     | 2496 cm³  | V6       | 132 kW (180 KM) | 235 Nm przy 4400 obr./min | 9,3 s      | 208 km/h      | 13,4/7,7/9,7                            | 1600 kg     | 2010-2015      |
| 3.5 V6 24V Aut.     | 3498 cm³  | V6       | 177 kW (241 KM) | 330 Nm przy 4200 obr./min | 6,4 s      | 250 km/h      | 15,7/7,5/10,5                           | 1615 kg     | 2010-2015      |
| 1.5 dCi 8V          | 1461 cm³  | R4       | 81 kW (110 KM)  | 240 Nm przy 2750 obr./min | 12,4 s     | 187 km/h      | 6,1/4,4/5                               | 1425 kg     | 2010-2015      |
| 2.0 dCi 16V         | 1995 cm³  | R4       | 110 kW (150 KM) | 340 Nm przy 2000 obr./min | 10,3 s     | 210 km/h      | 7/4,6/5,3                               | 1535 kg     | 2010-2015      |
| 2.0 dCi 16V         | 1995 cm³  | R4       | 127 kW (175 KM) | 380 Nm przy 2000 obr./min | 9,2 s      | 220 km/h      | 7,2/4,6/5,5                             | 1535 kg     | 2010-2015      |
| 2.0 dCi 16V Aut.    | 1995 cm³  | R4       | 127 kW (175 KM) | 380 Nm przy 2000 obr./min | 9,9 s      | 215 km/h      | 8,4/5,5/6,5                             | 1620 kg     | 2010-2015      |
| 3.0 dCi V6 24V Aut. | 2998 cm³  | V6       | 177 kW (240 KM) | 450 Nm przy 1500 obr./min | 7,6 s      | 235 km/h      | 10/5,7/7,2                              | 1655 kg     | 2010-2015      |